# خووووینکی
خووووینکی (به لهستانی:  Hołowienki) یک روستا در لهستان است که در گمینا سابنگه واقع شده‌است.